# Bośniaccy arcymistrzowie szachowi
Lista bośniackich szachistów, posiadających tytuły arcymistrzów (GM) i arcymistrzyń (WGM), zarówno w grze klasycznej, korespondencyjnej, kompozycji szachowej, jak i w rozwiązywaniu zadań szachowych oraz tytuły arcymistrzów honorowych (HGM), przyznawanych za osiągnięcia w przeszłości. Obejmuje także zawodników, którzy barwy Bośni i Hercegowiny reprezentowali tylko w pewnym okresie swojego życia.

## Szachy klasyczne

### arcymistrzowie
| Zawodnicy        | Rok urodzenia | Rok śmierci | Rok nadania | Uwagi                                                 |
| ---------------- | ------------- | ----------- | ----------- | ----------------------------------------------------- |
| Suat Atalık      | 1964          |             | 1994        | obecnie Turcja                                        |
| Faruk Bistrić    | 1958          |             | 2003        | wcześniej Jugosławia                                  |
| Emir Dizdarević  | 1958          |             | 1988        | wcześniej Jugosławia i Chorwacja                      |
| Zdenko Kožul     | 1966          |             | 1989        | wcześniej Jugosławia, obecnie Chorwacja               |
| Bojan Kurajica   | 1947          |             | 1974        | wcześniej Jugosławia i Chorwacja, obecnie Chorwacja   |
| Predrag Nikolić  | 1960          |             | 1983        | wcześniej Jugosławia                                  |
| Borki Predojević | 1987          |             | 2004        |                                                       |
| Ibro Šarić       | 1982          |             | 2007        |                                                       |
| Ivan Sokolov     | 1968          |             | 1987        | wcześniej Jugosławia i Holandia                       |
| Milan Vukić      | 1942          |             | 1975        | wcześniej Jugosławia, Serbia i Czarnogóra oraz Serbia |

### arcymistrzynie
| Zawodniczki     | Rok urodzenia | Rok śmierci | Rok nadania | Uwagi                |
| --------------- | ------------- | ----------- | ----------- | -------------------- |
| Vesna Mišanović | 1964          |             | 1991        | wcześniej Jugosławia |

## Szachy korespondencyjne

### arcymistrzowie
| Zawodnicy     | Rok urodzenia | Rok śmierci | Rok nadania | Uwagi |
| ------------- | ------------- | ----------- | ----------- | ----- |
| Jovan Kondali | ?             |             | 1986        |       |

## Kompozycja szachowa

### arcymistrzowie
| Zawodnicy            | Rok urodzenia | Rok śmierci | Rok nadania | Uwagi |
| -------------------- | ------------- | ----------- | ----------- | ----- |
| Fadil Abdurahmanović | 1939          |             | 1992        |       |